# Manfred Schaefer
Manfred Schaefer (ur. 12 lutego 1943 w Pillau, zm. 28 marca 2023) – australijski piłkarz pochodzenia niemieckiego. Grał na pozycji obrońcy. Był członkiem kadry Australii na Mundialu 1974, który odbywał się w RFN.

## Kariera klubowa
Urodzony w Niemczech Manfred Schaefer wyemigrował do Australii w wieku czternastu lat.
Karierę piłkarską rozpoczął w występującym w 2 lidze stanu Nowa Południowa Walia klubie Blacktown City Demons w 1960 roku. W 1963 roku przeszedł do występującego w 1 lidze stanu Nowa Południowa Walia Budapest i grał w nim do 1964 roku. Od 1964 roku występował w St. George-Budapest i grał w nim do końca kariery, którą zakończył w 1975 roku. W 1972 roku zdobył z St. George-Budapest Mistrzostwo Stanu Nowa Południowa Walia.

## Kariera reprezentacyjna
Manfred Schäfer występował w reprezentacji Australii w latach 1967–1974. W reprezentacji zadebiutował 5 listopada 1967 roku w meczu z reprezentacją Nowej Zelandii podczas turnieju w Sajgonie. Uczestniczył w przegranych eliminacjach Mistrzostw Świata 1970. W 1973 roku uczestniczył w zwycięskich eliminacjach do Mistrzostw Świata 1974.
W 1974 roku był członkiem kadry Australii na Mistrzostwa Świata. Na Mundialu w RFN był podstawowym zawodnikiem i wystąpił we wszystkich spotkaniach grupowych z reprezentacją NRD, reprezentacją RFN i reprezentacją Chile, które było jego ostatnim w reprezentacji. Ogółem w latach 1967–1974 Schäfer wystąpił w reprezentacji 45 razy (73 mecze i 1 bramka, jeśli zaliczymy mecze nieoficjalne).

## Kariera trenerska
Manfred Schäfer po zakończeniu kariery piłkarskiej został trenerem. W latach 1975–1979 prowadził St. George-Budapest, z którym zdobył Mistrzostwo Stanu Nowa Południowa Walia 1976. W latach 1982–1986 prowadził Sydney Olympic, z którym dwukrotnie zdobył wicemistrzostwo Australii w 1984 i 1986 roku. Potem był trenerem Brunswick Juventus, APIA Leichhardt oraz Sydney Croatia, z którym dotarł do finału Pucharu Australii 1994.
W 1995 roku prowadził Leichhardt Tigers, a w latach 1995–1997 Marconi Stallions. W latach 1998–1999 był trenerem Adelaide Sharks, a 2002-2004 asystentem trenera w Parramatta Power.